# Карно (аеропорт)
 Аеропорт Карно (IATA: CRF, ICAO: FEFC) — аеропорт у місті Карно, Центральноафриканська Республіка.